# Milan Football Club 1926-1927
Questa voce raccoglie le informazioni riguardanti il Milan Football Club nelle competizioni ufficiali della stagione 1926-1927.

## Stagione

Rodolfo Ostromann. Giocò nel Milan dal 1924 al 1928

In questa stagione cambia il nome del campionato italiano di massimo livello: da "Prima Divisione" si passa a "Divisione Nazionale". Cambia anche l'organizzazione del torneo, che è predisposto su due soli gironi formato complessivamente da 20 squadre: questo è primo passo verso la Serie A a girone unico.

Lo stadio di San Siro poco dopo la sua inaugurazione

Per il Milan questa è una stagione storica: viene inaugurato il nuovo Stadio di San Siro, un impianto con quattro tribune, di cui una con copertura, in grado di ospitare fino a 40 000 spettatori. Questo impianto venne costruito a spese del presidente rossonero Piero Pirelli e inizialmente ospita solo le partite casalinghe del Milan.
Per quanto riguarda il calciomercato vengono acquistati, tra gli altri, Árpád Hajós, Giuseppe Marchie Gianangelo Barzan. Sulla panchina rossonera siede l'inglese Herbert Burgess. Per quanto riguarda il campionato, a fronte di una campagna acquisti volta a rafforzare considerevolmente la squadra, il Milan disputa un ottimo girone B di qualificazione, giungendo 2º, per poi prendere parte al girone finale, dove raggiunge un discreto 6º posto forse già soddisfatto dell'ottima prestazione nel girone precedente. I rossoneri partecipano anche alla seconda edizione della Coppa Italia, che viene interrotta e non terminata per mancanza di date disponibili per disputare le partite.
Nel 1926 il Milan trasferisce la sua sede dal Bar Vittorio Emanuele in Corsia dei Servi a via Meravigli 7

## Divise
| Casa | Trasferta |

## Organigramma societario
Area direttiva
- Presidente: Piero Pirelli
- Vice presidenti: Giuseppe Lavezzari e Mario Benazzoli
- Segretario: Mario Beltrami

Area tecnica
- Direttore sportivo: Innocente Corti
- Allenatore: Herbert Burgess

## Rosa
| N. |                   | Ruolo | Calciatore                   |
| -- | ----------------- | ----- | ---------------------------- |
|    | Italia (bandiera) | P     | Giuseppe Carmignato          |
|    | Italia (bandiera) | P     | Giuseppe Rossoni             |
|    | Italia (bandiera) | D     | Gianangelo Barzan (capitano) |
|    | Italia (bandiera) | D     | Giovanni Bolzoni             |
|    | Italia (bandiera) | D     | Francesco Pomi               |
|    | Italia (bandiera) | D     | Alessandro Schienoni         |
|    | Italia (bandiera) | C     | Tiziano Ballarin             |
|    | Italia (bandiera) | C     | Alfredo De Franceschini      |
|    | Italia (bandiera) | C     | Dario Gay                    |
|    | Italia (bandiera) | C     | Guglielmo Gajani             |

| N. |                     | Ruolo | Calciatore            |
| -- | ------------------- | ----- | --------------------- |
|    | Ungheria (bandiera) | C     | Árpád Hajós           |
|    | Italia (bandiera)   | C     | Giuseppe Marchi       |
|    | Italia (bandiera)   | C     | Alessandro Savelli    |
|    | Italia (bandiera)   | A     | Carlo Cevenini        |
|    | Italia (bandiera)   | A     | Mario Lazzaroni       |
|    | Austria (bandiera)  | A     | Rodolfo Ostromann     |
|    | Italia (bandiera)   | A     | Paride Pasqualetto    |
|    | Italia (bandiera)   | A     | Achille Sacchi        |
|    | Italia (bandiera)   | A     | Giuseppe Santagostino |

## Calciomercato
| Acquisti | Acquisti           | Acquisti     | Acquisti |
| R.       | Nome               | da           | Modalità |
| -------- | ------------------ | ------------ | -------- |
| D        | Gianangelo Barzan  | Padova       | -        |
| C        | Dario Gay          | La Dominante | -        |
| C        | Giuseppe Marchi    | Reggiana     | -        |
| A        | Paride Pasqualetto | US Milanese  | -        |
| P        | Giuseppe Rossoni   | US Milanese  | -        |

| Cessioni | Cessioni          | Cessioni | Cessioni |
| R.       | Nome              | a        | Modalità |
| -------- | ----------------- | -------- | -------- |
| D        | Giovanni Bolzoni  | Parma    | -        |
| A        | Vittorio Bonello  | Padova   | -        |
| P        | Giovanni Caviglia | Atalanta | -        |
| A        | Giorgio Cidri     | Livorno  | -        |
| A        | Mario Lazzaroni   | Saronno  | -        |
| D        | Ivo Pedretti      | Bologna  | -        |
| C        | Luigi Poggia      | Atalanta | -        |

## Risultati

### Divisione Nazionale

#### Girone di qualificazione (girone B)

##### Girone di andata
| Arbitro: | Girelli (Verona) |

|           |           |                          |
| Hajós 27’ | Marcatori | 36’ Bodrato I 73’ Raggio |

| Arbitro: | Enrietti (Torino) |

|           |           |  |
| Poggi 17’ | Marcatori |  |

| Arbitro: | Sguerso (Savona) |

|                  |           |  |
| Santagostino 29’ | Marcatori |  |

| Arbitro: | Garbieri (Genova) |

|                    |           |                            |
| Libonatti 21’, 52’ | Marcatori | 58’ Pasqualetto 78’ Sacchi |

| Arbitro: | Lenti (Genova) |

|                   |           |               |
| Barzan 72’ (rig.) | Marcatori | 7’ Banchero I |

| Arbitro: | Turbiani (Ferrara) |

|              |           |                               |
| Magnozzi 43’ | Marcatori | 8’ Santagostino 71’ Ostromann |

| Arbitro: | Dani (Genova) |

|                                         |           |                              |
| Savelli 14’, 51’, 79’ Barzan 67’ (rig.) | Marcatori | 27’ Della Valle 82’ Schiavio |

| Arbitro: | Dani (Genova) |

|              |           |                                     |
| Monti III 1’ | Marcatori | 55’ Pasqualetto 69’, 89’ Cevenini V |

| Arbitro: | Enrietti (Torino) |

|                                                       |           |  |
| Savelli 42’ Ostromann 44’ Barzan 51’ Santagostino 52’ | Marcatori |  |

##### Girone di ritorno
| Arbitro: | Barlassina (Novara) |

|                                    |           |                |
| Mura 19’ Del Ponte 23’, 34’ (rig.) | Marcatori | 62’ Cevenini V |

| Arbitro: | Montessoro (Torino) |

|                                                             |           |            |
| Santagostino 19’ Pasqualetto 69’ Cevenini V 74’ Savelli 80’ | Marcatori | 60’ Noceti |

| Arbitro: | Mattea (Casale Monf.) |

|                      |           |                       |
| Ravani II 37’ (rig.) | Marcatori | 20’ Savelli 51’ Hajós |

| Arbitro: | Malagodi (Ferrara) |

|                                 |           |               |
| Marchi 44’ Pasqualetto 50’, 62’ | Marcatori | 22’ Libonatti |

| Arbitro: | Carraro (Padova) |

|                                             |           |               |
| Cattaneo 26’ Ferrari 30’ Carlo Chierico 89’ | Marcatori | 67’ Ostromann |

| Arbitro: | Lenti (Genova) |

|                                |           |  |
| Ostromann 26’, 86’ Savelli 36’ | Marcatori |  |

| Arbitro: | Germani (Padova) |

|                                                   |           |            |
| Della Valle 12’, 73’ Schiavio 45’ Della Valle 88’ | Marcatori | 68’ Barzan |

| Arbitro: | Mattea (Casale Monf.) |

|                                                               |           |                           |
| Cevenini V 28’, 47’ Savelli 34’ Ostromann 64’ Pasqualetto 85’ | Marcatori | 18’ Geremia 25’ Monti III |

| Arbitro: | Lenti (Genova) |

|                       |           |                                           |
| Cappa 24’ Puerari 31’ | Marcatori | 6’ Ostromann 52’ Santagostino 57’ Savelli |

#### Girone finale

##### Girone di andata
| Arbitro: | Montessoro (Torino) |

|                                            |           |                          |
| Cevenini V 26’, 73’ Barzan 28’ Savelli 89’ | Marcatori | 65’ Aycard 79’ Valentino |

| Arbitro: | Carraro (Padova) |

|                 |           |                       |
| Castellazzi 52’ | Marcatori | 11’, 79’ Santagostino |

| Arbitro: | Enrietti (Torino) |

|                               |           |             |
| Pozzi 11’ Martelli 44’ (rig.) | Marcatori | Pasqualetto |

| Arbitro: | Germani (Padova) |

|                                  |           |                                            |
| Cevenini V 45’ Barzan 67’ (rig.) | Marcatori | 60’ (rig.), 88’ Baloncieri 78’ Rossetti II |

| Milano 15 maggio 1927 5ª giornata | Milan            | 0 – 2 | Juventus | Stadio San Siro\| Arbitro: \| Carraro (Padova) \| |
| Arbitro:                          | Carraro (Padova) |       |          |                                                   |

##### Girone di ritorno
| Arbitro: | Turbiani (Ferrara) |

|                                 |           |  |
| Moruzzi 55’ (rig.) Levratto 65’ | Marcatori |  |

| Arbitro: | Mattea (Casale Monf.) |

|         |           |             |
| Gay 20’ | Marcatori | 58’ Aliatis |

| Arbitro: | Lenti (Genova) |

|          |           |                 |
| Hajós ?’ | Marcatori | 45’ Della Valle |

| Arbitro: | Garbieri (Genova) |

|                                              |           |  |
| Rossetti II 15’ Baloncieri 56’ Libonatti 65’ | Marcatori |  |

| Arbitro: | Barlassina (Novara) |

|                                                                     |           |                           |
| Hirzer 15’, 20’, 60’ Munerati 52’ Pastore 54’, 70’, 75’ Vojak I 88’ | Marcatori | 31’ Savelli 87’ Ostromann |

### Coppa Italia

#### Secondo turno eliminatorio
| Arbitro: | ? |

|                                                              |           |                          |
| Sacchi ?’ (rig.), ?’ Ballarin ?’ Gay ?’, ?’ Lazzaroni ?’, ?’ | Marcatori | ?’ marcatore sconosciuto |

#### Terzo turno eliminatorio
| Arbitro: | Essinger (Pisa) |

|           |           |                                                             |
| Bonomo ?’ | Marcatori | 26’, ?’ Santagostino 41’ Savelli ?’ Cevenini V ?’ Ostromann |

## Statistiche

### Statistiche di squadra
| Competizione        | Punti | In casa | In casa | In casa | In casa | In casa | In casa | In trasferta | In trasferta | In trasferta | In trasferta | In trasferta | In trasferta | Totale | Totale | Totale | Totale | Totale | Totale | DR  |
| Competizione        | Punti | G       | V       | N       | P       | Gf      | Gs      | G            | V            | N            | P            | Gf           | Gs           | G      | V      | N      | P      | Gf     | Gs     | DR  |
| ------------------- | ----- | ------- | ------- | ------- | ------- | ------- | ------- | ------------ | ------------ | ------------ | ------------ | ------------ | ------------ | ------ | ------ | ------ | ------ | ------ | ------ | --- |
| Divisione Nazionale | 30    | 14      | 8       | 3       | 3       | 34      | 18      | 14           | 5            | 1            | 8            | 20           | 34           | 28     | 13     | 4      | 11     | 54     | 52     | +2  |
| Coppa Italia        | -     | 1       | 1       | 0       | 0       | 7       | 1       | 1            | 1            | 0            | 0            | 2            | 0            | 2      | 2      | 0      | 0      | 9      | 1      | +8  |
| Totale              | -     | 15      | 9       | 3       | 3       | 41      | 19      | 15           | 6            | 1            | 8            | 22           | 34           | 30     | 15     | 4      | 11     | 63     | 53     | +10 |

### Statistiche dei giocatori
| Giocatore          | Divisione Nazionale | Divisione Nazionale | Coppa Italia | Coppa Italia | Totale   | Totale |
| Giocatore          | Presenze            | Reti                | Presenze     | Reti         | Presenze | Reti   |
| ------------------ | ------------------- | ------------------- | ------------ | ------------ | -------- | ------ |
| T. Ballarin        | 5                   | 0                   | 1            | 1            | 6        | 1      |
| G. Barzan          | 27                  | 6                   | 0            | 0            | 27       | 6      |
| G. Bolzoni         | 4                   | 0                   | 1            | 0            | 5        | 0      |
| G. Carmignato      | 23                  | -37                 | 1            | 0            | 24       | -37    |
| C. Cevenini        | 22                  | 9                   | 1            | 1            | 23       | 10     |
| A. De Franceschini | 13                  | 0                   | 1            | 0            | 14       | 0      |
| D. Gay             | 1                   | 1                   | 1            | 2            | 2        | 3      |
| G. Gajani          | 5                   | 0                   | 1            | 0            | 6        | 0      |
| Á. Hajós           | 26                  | 3                   | 1            | 0            | 27       | 3      |
| M. Lazzaroni       | 0                   | 0                   | 1            | 2            | 1        | 2      |
| G. Marchi          | 20                  | 1                   | 1            | 0            | 21       | 1      |
| R. Ostromann       | 27                  | 8                   | 1            | 1            | 28       | 9      |
| P. Pasqualetto     | 25                  | 7                   | 0            | 0            | 25       | 7      |
| F. Pomi            | 25                  | 0                   | 1            | 0            | 26       | 0      |
| G. Rossoni         | 5                   | -12                 | 1            | -1           | 6        | -13    |
| A. Sacchi          | 3                   | 1                   | 2            | 2            | 5        | 3      |
| G. Santagostino    | 23                  | 7                   | 1            | 2            | 24       | 9      |
| A. Savelli         | 27                  | 11;-1               | 1            | 1            | 28       | 12     |
| A. Schienoni       | 27                  | 0                   | 1            | 0            | 28       | 0      |